# Nöddop
Nöddop har av gammal hävd inom kristna kyrkan förrättats för barn, vilkas svaga tillstånd inte medgett att de fördes till kyrkan för att döpas i vanlig ordning.
Ett nöddop är ett dop som anordnas i stor hast, vanligen på grund av att dopkandidaten svävar i livsfara. Ett nöddop förrättas av en lekman. Hinner präst anlända blir det inte fråga  om ett nöddop, utan om ett dop i vanlig ordning. Enligt Svenska kyrkan kan nöddop förrättas av vem som helst som själv är döpt. Barnmorskor är instruerade att vid behov förrätta nöddop. Dopet anmäls senare till kyrkoherden i den församling dopkandidaten skulle ha tillhört. Om dopkandidaten överlever skall normalt dopet senare bekräftas av en präst. I psalmboken finns en ordning för dop i krissituation. Även i Romersk-katolska kyrkan kan vem som helst förrätta ett nöddop.